# 수문 (토목)

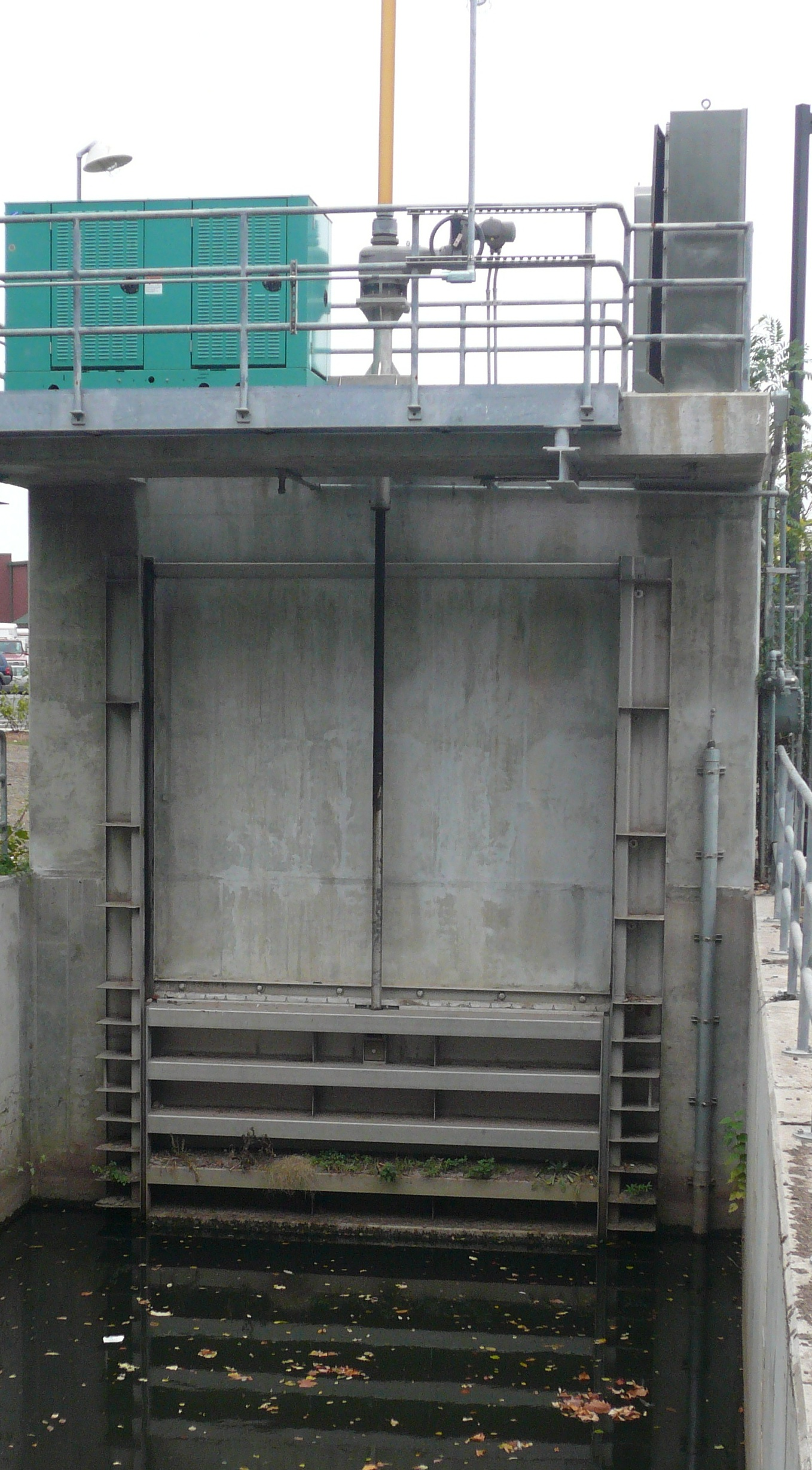
수문

수문(水門)은 홍수를 방어하거나, 용수, 배수, 수위 조절 등을 목적으로 수로나 방조제 등에 설치하여 수로를 개폐하는 구조물이다.

## 같이 보기
- 운하